# Конде-лез-Эрпи
Конде́-лез-Эрпи́ (фр. Condé-lès-Herpy) — коммуна во Франции, находится в регионе Шампань — Арденны. Департамент — Арденны. Входит в состав кантона Шато-Порсьен. Округ коммуны — Ретель.
Код INSEE коммуны — 08126.
Коммуна расположена приблизительно в 160 км к северо-востоку от Парижа, в 65 км севернее Шалон-ан-Шампани, в 45 км к юго-западу от Шарлевиль-Мезьера.
Во время Французской революции коммуна носила название Нанден-сюр-Эн (фр. Nandin-sur-Aisne).

## Население
Население коммуны на 2008 год составляло 194 человека.
| 1962 | 1968 | 1975 | 1982 | 1990 | 1999 | 2008 |
| ---- | ---- | ---- | ---- | ---- | ---- | ---- |
| 126  | 137  | 118  | 139  | 172  | 159  | 194  |

## Экономика
В 2007 году среди 123 человек в трудоспособном возрасте (15—64 лет) 85 были экономически активными, 38 — неактивными (показатель активности — 69,1 %, в 1999 году было 67,6 %). Из 85 активных работали 75 человек (39 мужчин и 36 женщин), безработных было 10 (5 мужчин и 5 женщин). Среди 38 неактивных 12 человек были учениками или студентами, 12 — пенсионерами, 14 были неактивными по другим причинам.

## Фотогалерея

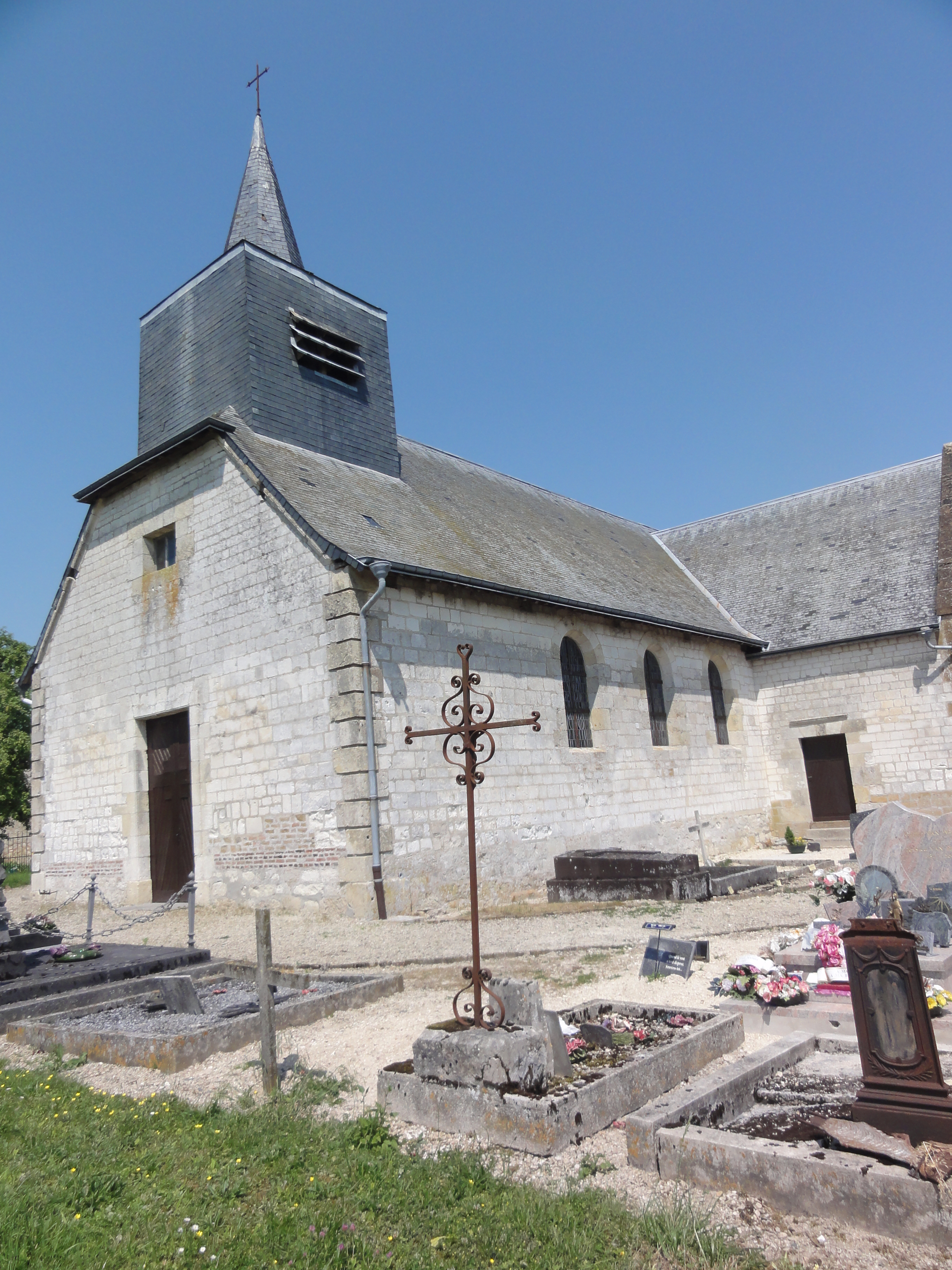
Церковь
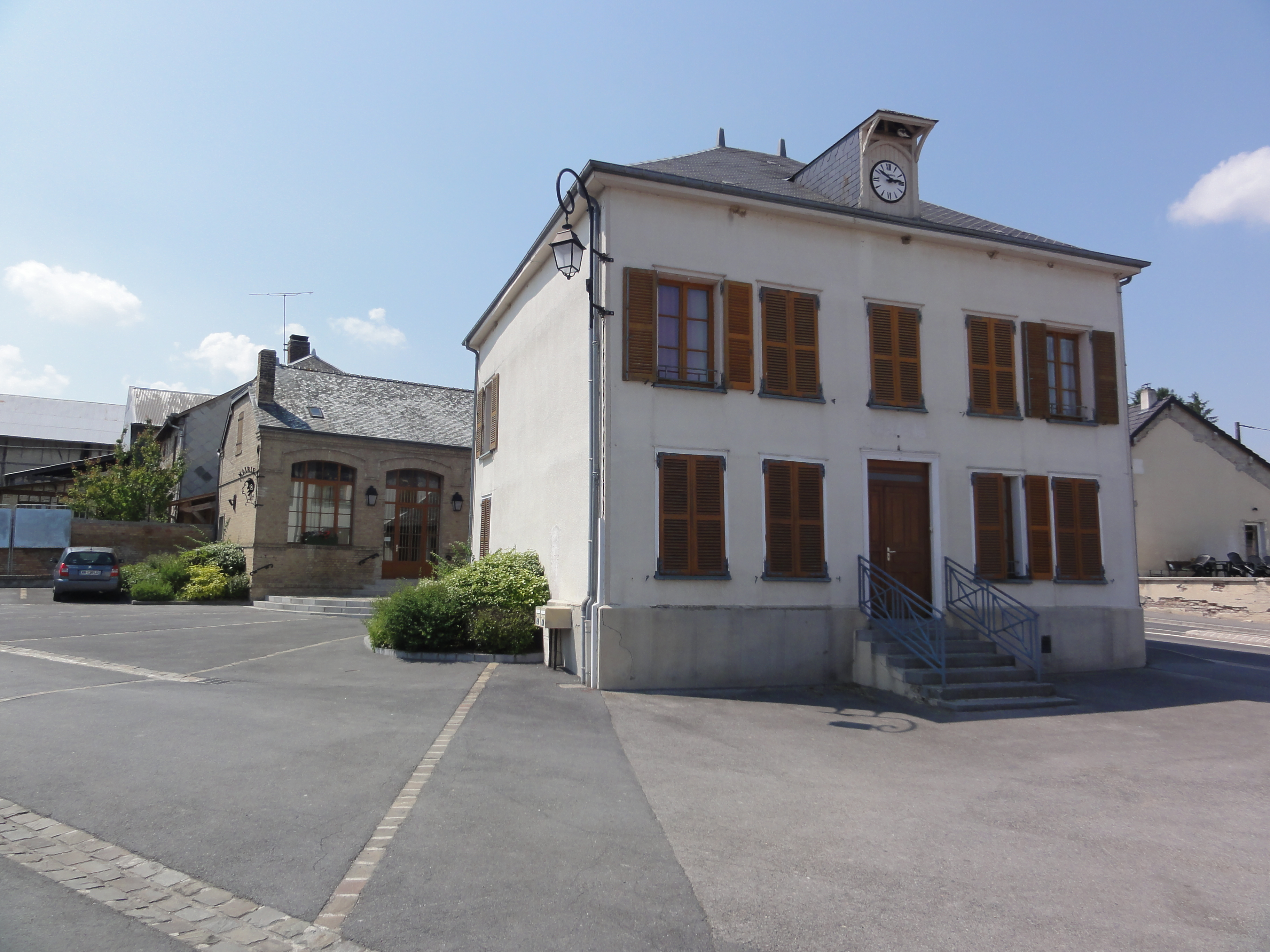
Мэрия
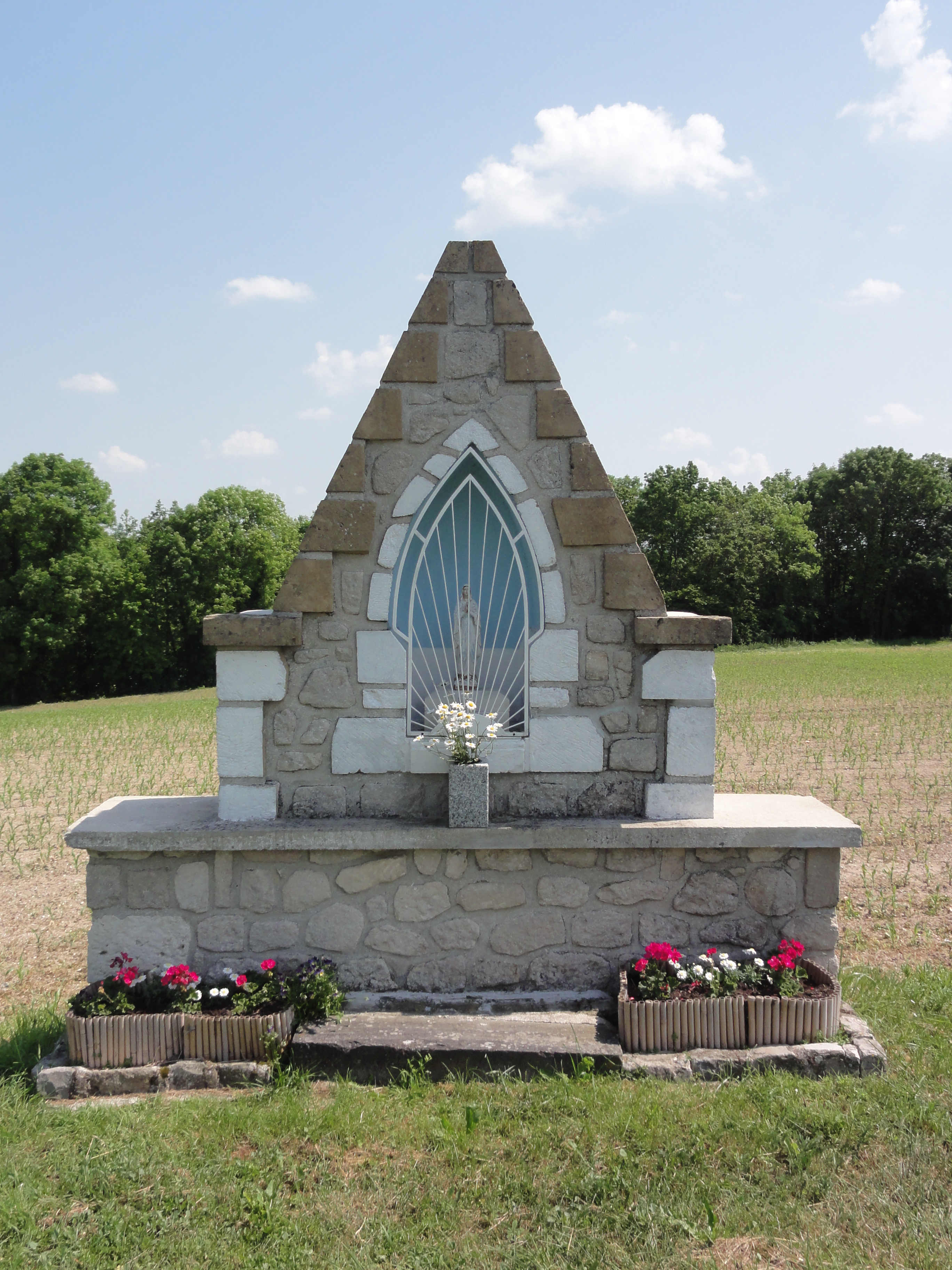
Часовня-ораторий
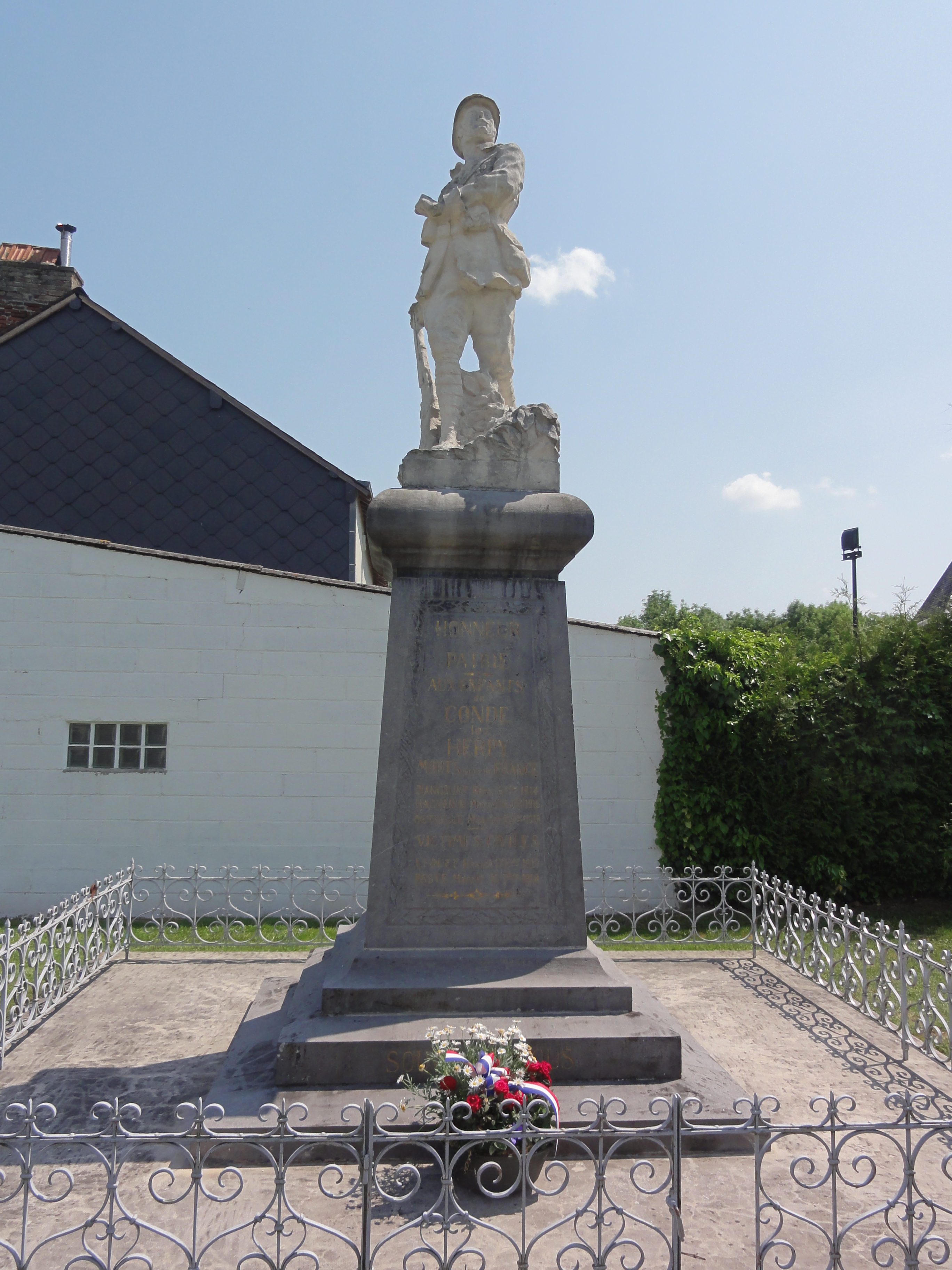
Памятник погибшим в Первой мировой войне